# Glavatičevo
Glavatičevo är en förstörd befolkad plats i Bosnien och Hercegovina.   Den ligger i entiteten Federationen Bosnien och Hercegovina, i den södra delen av landet, 40 km sydväst om huvudstaden Sarajevo. Glavatičevo ligger 539 meter över havet och antalet invånare är 1 945.
Terrängen runt Glavatičevo är bergig åt nordost, men åt sydväst är den kuperad. Glavatičevo ligger nere i en dal. Runt Glavatičevo är det ganska tätbefolkat, med 67 invånare per kvadratkilometer.. Närmaste större samhälle är Bijela, 17,6 km nordväst om Glavatičevo. 
I omgivningarna runt Glavatičevo växer i huvudsak lövfällande lövskog.